# Yolande Geadah
 (octobre 2023).
La mise en forme du texte ne suit pas les recommandations de Wikipédia : il faut le « wikifier ».
Les points d'amélioration suivants sont les cas les plus fréquents :
- Les titres sont pré-formatés par le logiciel. Ils ne sont ni en capitales, ni en gras.
- Le texte ne doit pas être écrit en capitales (les noms de famille non plus), ni en gras, ni en italique, ni en « petit »…
- Le gras n'est utilisé que pour surligner le titre de l'article dans l'introduction, une seule fois.
- L'italique est rarement utilisé : mots en langue étrangère, titres d'œuvres, noms de bateaux, etc.
- Les citations ne sont pas en italique mais en corps de texte normal. Elles sont entourées par des guillemets français : « et ».
- Les listes à puces sont à éviter, des paragraphes rédigés étant largement préférés. Les tableaux sont à réserver à la présentation de données structurées (résultats, etc.).
- Les appels de note de bas de page (petits chiffres en exposant, introduits par l'outil «  Source ») sont à placer entre la fin de phrase et le point final[comme ça].
- Les liens internes (vers d'autres articles de Wikipédia) sont à choisir avec parcimonie. Créez des liens vers des articles approfondissant le sujet. Les termes génériques sans rapport avec le sujet sont à éviter, ainsi que les répétitions de liens vers un même terme.
- Les liens externes sont à placer uniquement dans une section « Liens externes », à la fin de l'article. Ces liens sont à choisir avec parcimonie suivant les règles définies. Si un lien sert de source à l'article, son insertion dans le texte est à faire par les notes de bas de page.
- La présentation des références doit suivre les conventions bibliographiques. Il est recommandé d'utiliser les modèles {{Ouvrage}}, {{Chapitre}}, {{Article}}, {{Lien web}} et/ou {{Bibliographie}}. Le mode d'édition visuel peut mettre en forme automatiquement les références.
- Insérer une infobox (cadre d'informations à droite) n'est pas obligatoire pour parachever la mise en page.

Pour une aide détaillée, merci de consulter Aide:Wikification.
Si vous pensez que ces points ont été résolus, vous pouvez retirer ce bandeau et améliorer la mise en forme d'un autre article.
Yolande Geadah, née en 1950 au Caire en Égypte et morte le 22 août 2023, est une féministe canadienne d'origine égyptienne.

## Biographie
Née en Égypte en 1950, Yolande Geadah a immigré au Québec à l'âge de 16 ans avec sa famille. Elle termine des études secondaires et s'engage dans des études universitaires.

## Carrière
Dans sa maîtrise en relations industrielles, elle travaille sur les garderies en milieu de travail, ce qui la conduit au sein de syndicats sur les questions des droits des femmes. Elle s'engage alors graduellement dans le travail associatif, d'abord sur le plan culturel avec le Cercle de la Culture arabe, puis dans la solidarité internationale avec le CEAD (Centre d'études arabes pour le développement) issu du travail de solidarité au sein du SUCO (Service universitaire canadien outre-mer).
Elle milite aussi au sein du Mouvement québécois pour combattre le racisme (MQCR) présidé alors par le leader syndical Yvon Charbonneau. Cette trajectoire va l'amener de proche en proche à travailler sur la situation des femmes dans le monde arabe, puis dans les pays du Sud, plus généralement, et enfin au Québec.
Au cours des années qui suivent, elle pilote le dossier "Femmes et développement" au sein de l'AQOCI (Association québécoise des organismes de coopération internationale) où elle s'engage alors de plus en plus sur des questions féministes et n'hésite pas à prendre position sur des questions délicates. Elle se joint à l'institut de recherches et d'études féministes de l'UQAM.
Elle publie trois essais sur des questions touchant les femmes, ainsi que plusieurs avis pour le Conseil du Statut de la femme. Son premier essai est finaliste pour les prix littéraires du Gouverneur général en 1997. Elle prend part aux débats sur la place publique et est souvent invitée dans les grands médias télévisés. Dans ces débats, elle prend résolument position en faveur de la neutralité religieuse des écoles publiques et des enseignantes dans ces écoles.
En novembre 2020, sa contribution fut particulièrement remarquée lors du procès en Cour supérieure intenté contre la Loi 21 portant sur la laïcité de l’État. Elle s’est portée à la défense de la laïcité de l’État en tant qu’experte à titre gratuit du groupe féministe Pour les droits des femmes du Québec,.

## Publications
- Les Femmes voilées, intégrismes démasqués, 2001  (ISBN 9782896493357)
- Accommodements raisonnables, droit à la différence et non différence des droits, 2007  (ISBN 9782890059993)
- La prostitution, un métier comme un autre ?, 2014  (ISBN 9782896493319)

## Prix et distinctions
- Prix Condorcet du Mouvement laïque québécois 2007[4]
- Finaliste pour le prix littéraire du Gouverneur général 1997